# Colorado Ranger
Der Colorado Ranger ist eine amerikanische Pferderasse. Der Rangerbred erfreut sich als Freizeit- bzw. Arbeitspferd vor allem im Westernbereich einer regional begrenzten Beliebtheit.
Hintergrundinformationen zur Pferdebewertung und -zucht finden sich unter: Exterieur, Interieur und Pferdezucht.

## Exterieur
Der Colorado Ranger Horse ist ein edles Arbeitspferd mit kräftiger Hinterhand und trockenen Gliedmaßen. Alle Farben sind zugelassen, Schecken und  Tigerschecken sind häufig, es ist aber keine Farbzucht. Sie erreichen ein Stockmaß von durchschnittlich 157 cm.

## Interieur
Rangerbreds sind äußerst harte, ausdauernde und leichtfuttrige Pferde mit einer hohen Leistungsbereitschaft. Sie verfügen meist über ein ruhiges und freundliches Wesen, sind nervenstark, gelassen und sehr lernfähig.

## Zuchtgeschichte
1878 erhielt der General und spätere Präsident der Vereinigten Staaten Ulysses S. Grant bei seinem Besuch in Konstantinopel zwei Hengste vom osmanischen Sultan Abdülhamid II. als Geschenk: den Siglavy-Gidran-Araber Leopard und den Berber Linden Tree.
Zunächst wurden diese wertvollen Pferde in Virginia als Deckhengste zur Zucht von leichten Zugpferden eingesetzt. Später kamen sie nach Nevada, wo die Zucht von Pferden im stock type (vgl. Quarter Horse) auf Basis dieser zwei Hengstlinien fortgeführt wurde.
Der Zuchtverband Colorado Ranger Horse Association (CRHA) wurde 1935 gegründet; und zählt damit zu den ältesten Zuchtverbänden der USA. Der CRHA erkennt nur solche Pferde an, die mindestens einen der beiden Stammhengste Patches #1 und Max #2 in ihrem Stammbaum haben.